# Floret

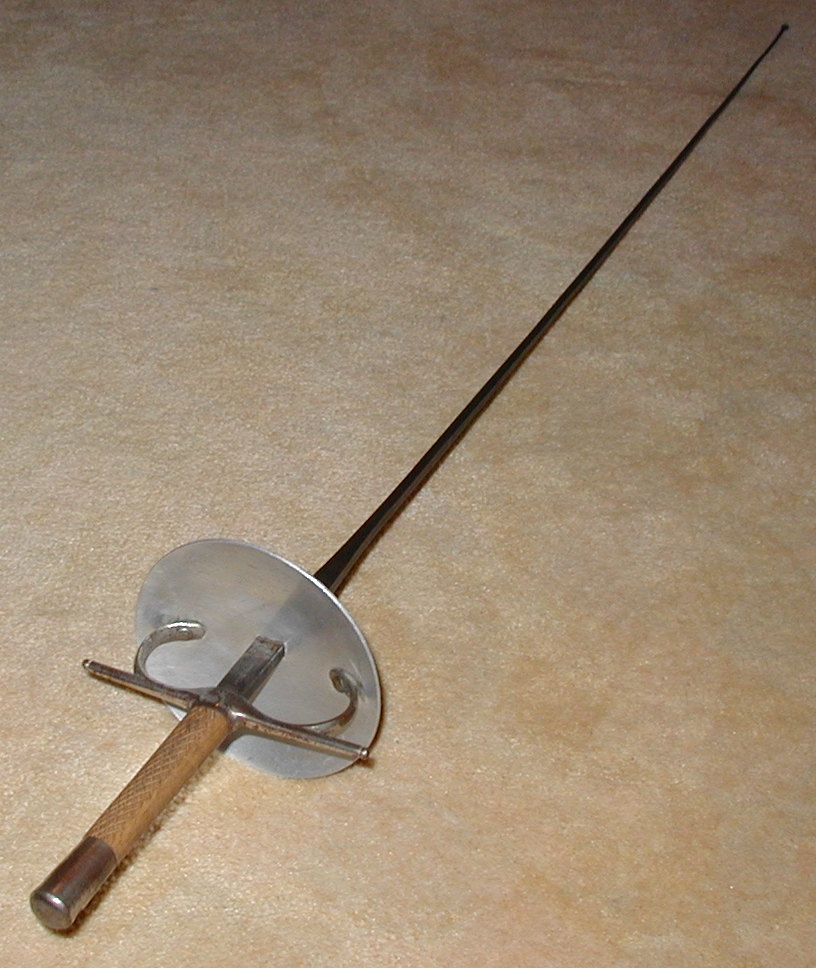
Floret

Een floret is een wapen dat in de schermsport gebruikt wordt. Het is een licht wapen met een flexibel, rechthoekig lemmet. Het handvat kan ofwel een pistoolgreep ofwel een Franse greep zijn. Geldige treffers kunnen enkel toegebracht worden met de punt. In het moderne sportschermen, waarbij gebruikgemaakt wordt van elektronische trefferaanduiding, moet men de tegenstander treffen met de punt van het wapen, met een kracht van minstens 4,9 newton.
Andere bekende wapens in de schermsport zijn de degen en de sabel.

## Oorsprong
Schermen met het floret stamt uit een tijd waarin geschermd werd met zeer beperkte beschermende uitrusting. Treffers in het aangezicht waren gevaarlijk, dus werd het hoofd niet in het geldig trefvlak opgenomen. Daarnaast werden ook de armen en benen niet in rekening gebracht. Het geldig trefvlak bij floret is dus beperkt tot de romp van het lichaam. Een treffer die aankomt op ongeldig trefvlak levert geen punt op, maar het gevecht wordt er wel door onderbroken.

## Etymologie
De term "floret" heeft een Franse herkomst. Het is etymologisch verwant met onder andere fleur, "bloem". In letterlijke zin verwijst het naar de bloemvormige verdikking op de punt die noodzakelijk was om blessures te voorkomen. In het Frans zelf is de woordvorm fleuret.